# دوبروتین (بایینا باشتا)
دوبروتین (به صربی: Dobrotin) یک منطقهٔ مسکونی در صربستان است که در بایینا باشتا واقع شده‌است. دوبروتین ۲۵۱ نفر جمعیت دارد.